# Ancylocera nigella
Ancylocera nigella là một loài bọ cánh cứng trong họ Cerambycidae.